# 두뇌쇼! 진실감정단
《두뇌쇼! 진실감정단》은 대한민국의 KBS 2TV에서 제작하는 연예오락 프로그램이다.

## 기획의도
- 시청자들에게 세계를 보는 넓은 시야와 기발한 상상력, 그리고 수준 높은 지적추리 판단의 즐거움을 함께 맛볼 수 있는 모큐멘터리 형식의 새로운 퀴즈 오락 프로그램.

## 프로그램 소개
새로운 포맷!! 새로운 내용!! 새로운 느낌!! 다큐테인먼트의 세계!! 긴가? 민가? 내 눈앞에서 벌어진 기상천외한 세상 이야기. 믿을 수도 없고 안 믿을 수도 없는 리얼리티의 세계가 펼쳐진다! "두뇌쇼 진실감정단"은 국내외의 신기한 일들을 재연이나 연예인의 입담이 아닌 다큐멘터리로 진실여부를 확인해 보는 프로그램이다. 현재 많은 채널에서 방송하는 진실과 거짓을 가리는 내용의 프로그램들은 사실상 그 내용의 진위 여부는 중요하지 않고 과장된 연기나 연예인의 재미에만 의존하고 있다. 그러나 본 프로그램은 세상의 진기한 사건이나 풍물들을 직접 취재해 다큐멘터리의 영상으로 확인해보고 또한 국내 최초로 모방다큐(모큐멘터리:mock+documentary)의 형태로 재 구성해 그 속에 숨어있는 진실과 거짓의 증거를 출연자들의 추리게임으로 풀어보는 다큐멘터리와 오락을 결합한 새로운 형태의 다큐테인먼트 프로그램이다.

## 프로그램 특징
- 모큐멘터리 형식의 새로운 지적 두뇌게임 : MOCK(흉내내기) + DOCUMENTARY(다큐멘터리) = MOCKMENTARY(모큐멘터리) 국내·외 기이한 풍물과 사실일 것 같은 풍물을 모큐멘터리 형식으로 보여주며 진위여부를 가리는 새로운 형식의 퀴즈 프로그램.
- 진위여부에 대한 상식과 상상력이 주는 재미 : 상식적으로 이해하기에는 상상력이 필요하고, 상상력으로 판단하기에는 너무 상식을 벗어나고, 진실감정단과 함께 풀어보는 상식과 상상력의 경계!

## 진행
- 김병찬, 김경식, 정선희

## 결방
- 2003년 3월 25일 - 특집 <TV 오아시스> 편성
- 2003년 4월 1일 - 특집 <TV 오디션 도전 60초> 편성